# Lanzuela
Lanzuela è un comune spagnolo di 28 abitanti situato nella comunità autonoma dell'Aragona.